# Tiszta románc
A Tiszta románc Quentin Tarantino forgatókönyve alapján készült, 1993-ban bemutatott amerikai-francia bűnügyi film Tony Scott rendezésében. A film költségvetése 13,000,000 dollár volt, az összbevétele pedig 13,088,850 dollár. A szerény anyagi sikerrel szemben a film igen népszerű volt a kritikusok körében, mára pedig valóságos kultuszfilmmé lett.
Lopás. Csalás. Gyilkosság. A románc örök!

## Szereplők
| Szereplő               | Színész            | Magyar hang          |
| ---------------------- | ------------------ | -------------------- |
| Clarence Worley        | Christian Slater   | Selmeczi Roland      |
| Alabama Whitman        | Patricia Arquette  | Somlai Edina         |
| Dick Ritchie           | Michael Rapaport   | Minárovits Péter     |
| Elliot Blitzer         | Bronson Pinchot    | Schnell Ádám         |
| Clifford Worley        | Dennis Hopper      | Gruber Hugó          |
| Nicky Dimes            | Chris Penn         | Zubornyák Zoltán     |
| Cody Nicholson         | Tom Sizemore       | Gesztesi Károly      |
| Lee Donowitz           | Saul Rubinek       | Várkonyi András      |
| Vincenzo Coccotti      | Christopher Walken | Haás Vander Péter    |
| Virgil                 | James Gandolfini   | Balázsi Gyula        |
| Floyd, Dick szobatársa | Brad Pitt          | Stohl András         |
| Drexl Spivey           | Gary Oldman        | Kálid Artúr          |
| mentor                 | Val Kilmer         | Reisenbüchler Sándor |
| Lenny                  | Victor Argo        | Kardos Gábor         |
| Big Don                | Samuel L. Jackson  | Varga Tamás          |
| Lucy                   | Anna Thomson       |                      |

## Cselekmény
Egy detroiti moziban, egy harcművészeti film maraton vetítése közben az Elvis Presley rajongó fiatalember, Clarence Worley megismerkedik egy Alabama nevezetű lánnyal, akivel kölcsönösen szimpatikusnak találják egymást és együtt töltik az éjszakát. Később Alabama bevallja neki, hogy valójában egy call girl, akit Clarence főnöke bérelt fel utóbbi számára, születésnapi ajándékként. A lány azonban bevallja azt is, hogy beleszeretett Clarence-be és szakítani akar a múltjával. Clarence feleségül veszi Alabamát, aki mesél neki erőszakos futtatójáról, Drexl-ről (Gary Oldman). Elvis Presley szellemének (Val Kilmer) hatására Clarence elhatározza, hogy végez a stricivel. El is látogat Drexl-hez, ahol valóra is váltja a tervét. Alabamához visszatérve azonban a pár döbbenten fedezi fel, hogy a bőröndben, amit a fiatalember magával hozott a strici tanyájáról és amelyről úgy hitte, Alabama holmiját tartalmazza, valójában tetemes mennyiségű kokaint rejt.
A ifjú házasok felkeresik Clarence édesapját, az egykori rendőr Cliffordot (Dennis Hopper). Elújságolják, hogy  Los Angeles-be tartanak, valamint közlik, hogy a szervezett alvilág emberei valószínűleg a nyomukban vannak. Ezt követően továbbindulnak az angyalok városába, hogy meglátogassák Dick Ritchie-t (Michael Rapaport), Clarence barátját, aki reményeik szerint majd segít értékesíteni az ölükbe hullott kábítószert.
Nem sokkal később azonban Cliffordot  megtalálják az eltűnt kokain után kutató hírhedt gengszter, „Blue Lou Boyle” emberei, Don Vincenzo Coccottival (Christopher Walken) az élen. Megpróbálják kiszedni belőle a pár tartózkodási helyét, Clifford azonban hallgat, mi több, meg is sérti Coccotti büszkeségét, rámutatva a tényre, hogy a szicíliaiak „niggerektől” (Móroktól) származnak. Don Vincenzo fejbe lövi a férfit, akitől így nem jutottak információhoz, az egyik csatlós azonban felfedezi a hűtőszekrényre rögzített cetlit, amin Dick Ritchie címe szerepel.
Los Angeles-be érkezve Clarence, Alabama és Dick megbeszélnek egy találkozót a neves filmproducerrel, Lee Donowitz-al (Saul Rubinek), aki hajlandó lenne megvásárolni a kokaint. Donowitz egyik emberét, Elliotot (Bronson Pinchot) küldi el, hogy hozzon mintát a kábítószerből. A felelőtlen férfit azonban megállítja és letartóztatja a rendőrség. A nála talált szernek köszönhető, többévi börtönbüntetéstől való félelmében Elliot belemegy, hogy a rendőrség bepoloskázott embereként lerántja a leplet főnöke drogügyleteiről.
Mindeközben a maffia embere, Virgil (James Gandolfini) eljut Dick lakására, ahol annak tudatmódosító szerek miatt csaknem öntudatlan lakótársa, Floyd (Brad Pitt) megosztja vele társai tartózkodási helyét. Virgil így eljut a motelbe, ahol megveri és kis híján meg is öli Alabamát, aki azonban leleményesebbnek bizonyul nála és végez vele.
Ezt követően Clarence, Alabama és Dick elindulnak Donowitzhoz, hogy nyélbe üssék az üzletet. Távozásuk után azonban a Don Vincenzo és kísérete megjelenik a háznál, a hátramaradt Floyd pedig ismét útba igazítja őket.
Donowitz lakására érve Clarence és a producer egyezségre jutnak - az Elliot révén hallgatózó nyomozók, Nicky Dimes (Chris Penn) és Cody Nicholson (Tom Sizemore) füle hallatára. A rendőrök rajtaütnek a produceren - azonban ezzel egy időben a maffia fegyveresei is berontanak a lakásba. A három csapat - a rendőrök, a maffia és Donowitz testőrei - között vad tűzharc bontakozik ki, melynek során a jelenlévők nagy része meghal és Clarence is súlyos lövést kap. A pár azonban többé-kevésbé épségben elhagyja az épületet a drogért járó pénzzel és Mexikóba szöknek.
Itt családot alapítanak, fiukat pedig Elvisnek nevezik el.

## Érdekességek
- Quentin Tarantino ötvenezer dollárért adta el a forgatókönyvet.
- Brad Pitt ötlete volt, hogy az általa alakított drogfüggő karakter minden jelenetben egy kanapén feküdjön. Brad Pitt több mondatát is improvizálta.
- Dennis Hopper karakterének fejlövése előtt a színész félt attól, hogy a kellékpisztolyból kiáramló hő megégeti. Tony Scott rendező, hogy bizonyítsa, hogy a pisztoly biztonságos, saját homlokán kipróbálta, ami miatt földre esett és vérzett a feje.
- Gary Oldman Tony Scott-tal tárgyalt és a szerepéről érdeklődött. A rendező azt mondta, hogy Oldman-nek egy olyan karaktert kell alakítani, aki fehér, de feketének gondolja magát és strici. Oldman egyből elfogadta az ajánlatot a szerepre.
- A Tiszta románcot nem Quentin Tarantino rendezte, de a saját „Tarantino-univerzum” részeként tekint a filmre és több utalás is van egyéb munkáira: Patricia Arquette által alakított Alabamáról szó van Tarantino első rendezésében (Kutyaszorítóban), Lee Donowitz pedig a Becstelen brigantyk Donnie Donowitz őrmesterének az unokája.
- Brad Pitt mellett Dennis Hopper-nek is volt rögtönzött szövege ami bekerült a filmbe (Christopher Walken karakterét padlizsánnak nevezte).
- Virgil (James Gandolfini) és Alabama (Patricia Arquette) motelben történt verekedését 5 napig forgatták.
- Patricia Arquette 4 éves fia (Enzo Rossi) látható a film végi jelenetben.
- Gary Oldman egy interjúban azt nyilatkozta, hogy örülne, ha a filmben alakított karaktere, Drexl, saját filmet kapna.
- Alabama szerepére Drew Barrymore is esélyes volt, de visszautasította.
- Tarantino kezdeti forgatókönyvét túl hosszúnak gondolták a stúdiók, ezért a történetet kettévágta és a második feléből készült el a Született gyilkosok sztorija.
- Val Kilmer-t 8 órán keresztül sminkelték, hogy Elvis Presley-hez hasonlítson, de a stáblistán "mentorként" van feltüntetve, hogy ezzel elkerüljék a Presley-vel kapcsolatos esetleges pereket.
- Clarence (Christian Slater) által hordott napszemüveget 10 évvel később, Uma Thurman is hordja a Kill Bill 1. című filmben.
- Jack Blacknek volt egy cameoszerepe, de nem került bele a filmbe.
- Az a jelenet, amelyben a két nyomozó, Nicky (Chris Penn) és Cody (Tom Sizemore) kihallgatják Elliotot (Bronson Pinchot) többnyire a három színész improvizálta.
- Az angol "fuck" szót és módozatait, 225 alkalommal mondják ki a játékidő 120 percében.
- Liam Neeson visszautasította Vincenzo Coccotti szerepét, amit így Christopher Walken kapott meg.
- Floyd (Brad Pitt) az egyik jelenetben, a tv-ben a Szabad préda című 1992-es filmet nézi.
- Gary Oldman egy 2011-es interjúban elárulta, hogy az eddigi szerepei közül  2 alakítására a legbüszkébb. Az egyik Lee Harvey Oswald szerepe Oliver Stone JFK – A nyitott dosszié című filmjében, a másik Drexl szerepe a Tiszta románcban.
- A filmben 21 haláleset van. Mind a 21 férfi és pisztoly vagy puskalövés végez velük.
- Magyarországi mozikban viszonylag későn, majdnem 3 évvel az amerikai bemutató után került műsorra, 1996-ban.
- Az "Empire" nevű filmes magazin, 2008-ban, minden idők 157. legjobb filmjének tartotta a Tiszta románcot.
- A filmben látható fiktív, vietnámi háborús filmben (Haza a hullazsákban) látszó helikopterek valójában Oliver Stone A szakasz című filmjéből valók.[2]
- Habár a kész mű javarészt pontosan követi Tarantino forgatókönyvét, az eredeti verzió szerint Alabama és Clarence meghalnak a végső lövöldözés alatt. Tony Scott rendező azonban happy endet szeretett volna, tekintve, hogy elmondása szerint a pár túlságosan is a szívéhez nőtt, így megváltoztatta a történet befejezését.

## Fordítás
- Ez a szócikk részben vagy egészben  a   True Romance című angol Wikipédia-szócikk fordításán alapul.  Az eredeti cikk szerkesztőit annak laptörténete sorolja fel. Ez a jelzés csupán a megfogalmazás eredetét és a szerzői jogokat jelzi, nem szolgál a cikkben szereplő információk forrásmegjelöléseként.